# Лужский, Василий Васильевич
Василий Васильевич Лу́жский (наст. фам. — Калужский; 31 декабря 1869, Шуя, — 2 июля 1931, Москва) — русский и советский актёр, режиссёр и театральный педагог. Заслуженный артист государственных академических театров (27.10.1923). Заслуженный деятель искусств РСФСР (1931).

## Биография
Родился в Шуе.

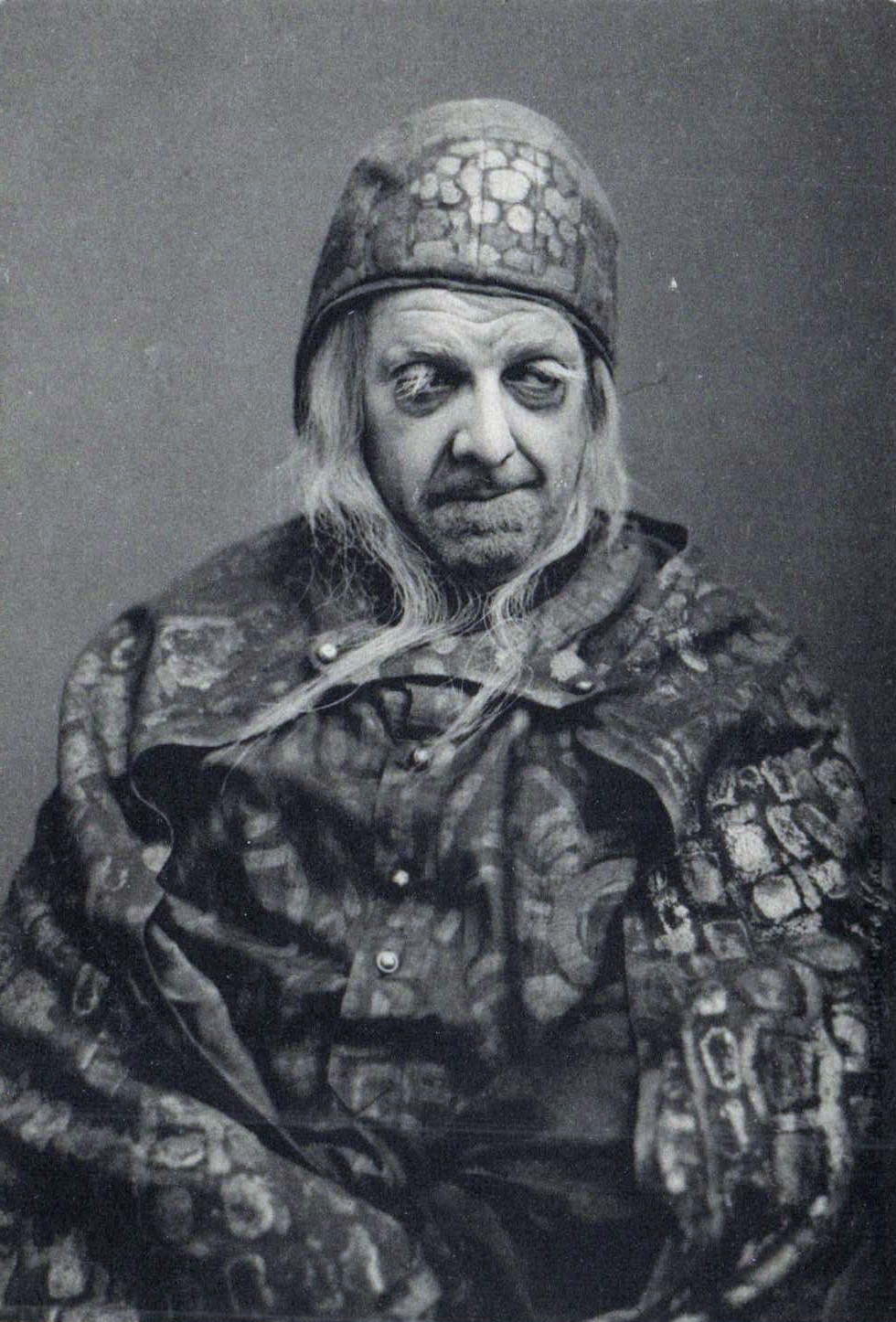
Василий Васильевич Лужский в роли Полония. Спектакль «Гамлет» Московского Художественного театра

Учился в Москве на драматических курсах при Обществе любителей искусства и литературы, которыми руководил К. С. Станиславский. Всего до открытия МХТ Лужский участвовал в 193 спектаклях, сыграл более чем в 110 пьесах.
В 1898 году вместе с другими учениками Станиславского вошёл в труппу только что созданного Художественно-общедоступного театра. В спектакле, которым открылся театр, «Царь Фёдор Иоаннович» по трагедии А. К. Толстого, Лужский сыграл одну из главных ролей — Ивана Петровича Шуйского. В том же году сыграл Сорина в легендарной постановке чеховской «Чайки», стал первым на русской сцене исполнителем роли Андрея Прозорова в «Трёх сёстрах».
Участвовал в постановке спектаклей «Блудный сын» С. А. Найдёнова (1905), «Братья Карамазовы» (сцена «Мокрое»; по Ф. М. Достоевскому, 1910), «Анатэма» Л. Н. Андреева (1909), «Продавцы славы» Паньоля и Нивуа (1926, совместно с Н. М. Горчаковым под художественным руководством К. С. Станиславского) и других.
Лужский преподавал на драматических курсах А. И. Адашева и в студиях Художественного театра.
Супруга — Перетта (Перепетуя) Александровна Калужская (урожд. Крюкова) (1874—1947), старший сын — Александр Васильевич Калужский (1894—1959), младший сын — артист МХАТа Евгений Калужский (1896—1966), внук — А. Е. Калужский (1927—1996).

## Память

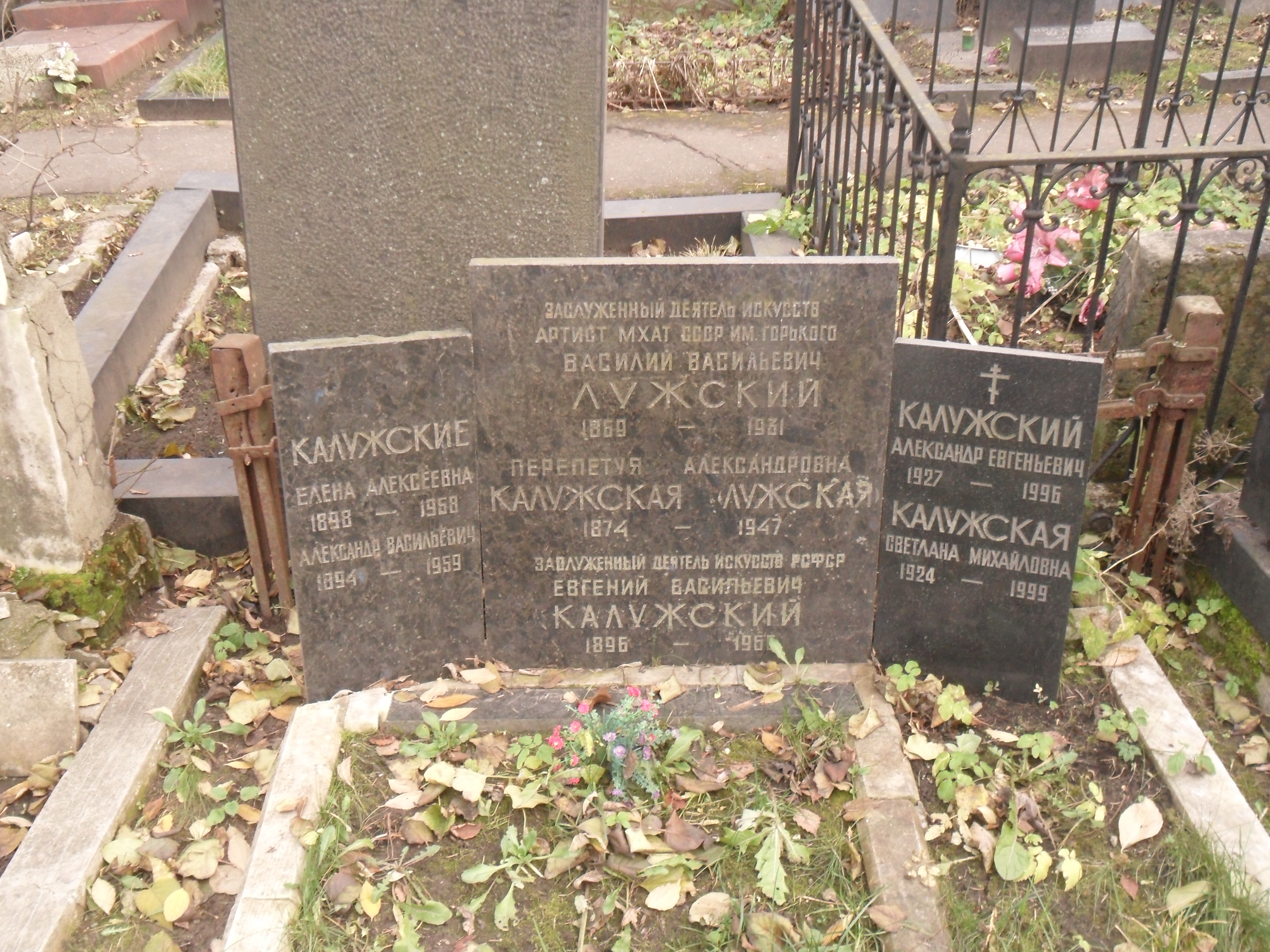
Могила Лужского на Новодевичьем кладбище Москвы.

## Роли во МХАТе
- 1898 — «Царь Фёдор Иоаннович» А. К. Толстого — князь Иван Петрович Шуйский (премьера), князь Мстиславский (ввод)
- 1898 — «Чайка» А. П. Чехова — Сорин (премьера)
- 1899 — «Антигона» Софокла — Креон (премьера)
- 1899 — «Смерть Иоанна Грозного» А. К. Толстого — Гарабурда (премьера)
- 1899 — «Двенадцатая ночь» У. Шекспира — сэр Тоби Бэлч (премьера)
- 1899 — «Дядя Ваня» А. П. Чехова — профессор Серебряков (премьера)
- 1899 — «Одинокие» Г. Гауптмана — Фокерат
- 1899 — «Возчик Геншель» Г. Гауптмана — возчик Геншель (премьера)
- 1900 — «Доктор Штокман» Г. Ибсена — Петер Штокман, бургомистр (премьера)
- 1901 — «Три сестры» А. П. Чехова — Андрей Прозоров (премьера)
- 1902 — «Мещане» М. Горького — Бессеменов
- 1902 — «На дне» М. Горького — Бубнов
- 1904 — «Иванов» А. П. Чехова — Лебедев
- 1904 — «Вишнёвый сад» А. П. Чехова — Фирс
- 1905 — «Иван Мироныч» Е. Н. Чирикова — Иван Мироныч
- 1906 — «Горе от ума» А. С. Грибоедова — Репетилов
- 1906 — «Бранд» Г. Ибсена — бургомистр Фохт
- 1907 — «Борис Годунов» А. С. Пушкина — Василий Шуйский
- 1909 — «Месяц в деревне» И. С. Тургенева — Большенцов
- 1910 — «На всякого мудреца довольно простоты» А. Н. Островского — Мамаев
- 1910 — «Братья Карамазовы» по Ф. М. Достоевскому — Фёдор Павлович Карамазов
- 1911 — «У жизни в лапах» К. Гамсуна — Гиле
- 1911 — «Живой труп» Л. Н. Толстого — Абрезков
- 1914 — «Смерть Пазухина» М. Е. Салтыкова-Щедрина — Лобастов
- 1921 — «Ревизор» Н. В. Гоголя — Земляника, Люлюков
- 1922 — «Синяя птица» М. Метерлинка — Дедушка
- 1925 — «Пугачевщина» К. А. Тренёва — Федосей
- 1926 — «Продавцы славы» М. Паньоля и П Нивуа — Башле
- 1927 — «Безумный день, или Женитьба Фигаро» П.-О. Бомарше — Бартоло
- 1928 — «Унтиловск» Л. М. Леонова — Манюкин
- 1930 — «Воскресение» по Л. Н. Толстому — Баклашов, Председатель суда, Второй член суда
- 1930 — «Безумный день, или Женитьба Фигаро» П.-О. Бомарше — судья Бридуазон
- 1930 — «Вишнёвый сад» А. П. Чехова — Симеонов-Пищик

## Режиссёрские работы
- 1898 — «Самоуправцы» А. Ф. Писемского (совм. с К. С. Станиславским и А. А. Саниным))
- 1899 — «Двенадцатая ночь» У Шекспира (совм. с К. С. Станиславским), «Геншель» Г. Гауптмана (совм. с К. С. Станиславским)
- 1900 — «Доктор Штокман» Г. Ибсена (совм. с К. С. Станиславским)
- 1901 — «Три сестры» А. П. Чехова (совм. с К. С. Станиславским и Вл. И. Немировичем-Данченко), «Микаэль Крамер» Г. Гауптмана (совм. с К. С. Станиславским)
- 1902 — «Мещане» М. Горького (совм. с К. С. Станиславским)
- 1905 — «Блудный сын» С. А. Найдёнова (совм. с Вл. И. Немировичем-Данченко), («Иван Мироныч» Е. Н. Чирикова (совм. с К. С. Станиславским и Вл. И. Немировичем-Данченко)
- 1906 — «Бранд» Г. Ибсена (совм. с Вл. И. Немировичем-Данченко)
- 1907 — «Стены» С. А. Найдёнова (совм. с Вл. И. Немировичем-Данченко)
- 1909 — «У царских врат» К. Гамсуна (совм. с Вл. И. Немировичем-Данченко), «Анатэма» Л. Н. Андреева (совм. с Вл. И. Немировичем-Данченко)
- 1910 — «На всякого мудреца довольно простоты» А. Н. Островского (совм. с Вл. И. Немировичем-Данченко), «Братья Карамазовы» (сцена «Мокрое»; по Ф. М. Достоевскому; (совм. с Вл. И. Немировичем-Данченко), «Miserere» С. С. Юшкевича (совм. с Вл. И. Немировичем-Данченко)
- 1912 — «Екатерина Ивановна» Л. Н. Андреева (совм. с Вл. И. Немировичем-Данченко)
- 1913 — «Николай Ставрогин» по роману «Бесы» Ф. М. Достоевского (совм. с Вл. И. Немировичем-Данченко)
- 1914 — «Смерть Пазухина» М. Е. Салтыкова-Щедрина (совм. с Вл. И. Немировичем-Данченко, И. М. Москвиным)
- 1915 — «Волки и овцы» А. Н. Островского (совм. с Вл. И. Немировичем-Данченко; работа не была завершена), «Осенние скрипки» И. Д. Сургучёва (совм. с Вл. И. Немировичем-Данченко, В. Л. Мчеделовым), «Роза и Крест» А. А. Блока ((совм. с К. С. Станиславским и Вл. И. Немировичем-Данченко; работа не была завершена)
- 1916 — «Будет радость» Д. С. Мережковского (совм. с Вл. И. Немировичем-Данченко, В. Л. Мчеделовым)
- 1919 — «Снегурочка» Н. А. Римского-Корсакова (совм. с Вл. И. Немировичем-Данченко; Большой театр; работа не была завершена)
- 1920 — «Узор из роз» Ф. К. Сологуба (Вторая студия МХТ), «Дочь Анго» Ш. Лекока (под руководством Вл. И. Немировича-Данченко; Музыкальная студия МХТ)
- 1922 — «Перикола» Ж. Офенбаха (под руководством Вл. И. Немировича-Данченко; Музыкальная студия МХТ)
- 1925 — «Пугачёвщина» К. А. Тренёва (совм. с Вл. И. Немировичем-Данченко и Л. М. Леонидовым)
- 1926 — «Продавцы славы» М. Паньоля и П. Нивуа (совместно с Н. М. Горчаковым под художественным руководством К. С. Станиславского)

## Почётные звания
- Заслуженный артист государственных академических театров (27.10.1923)[1]
- Заслуженный деятель искусств РСФСР (30 марта 1931)